# Раль, Карл
Карл Раль, или Карл Раль Младший (нем. Carl Rahl, Сarl Rahl der Jüngere; 13 августа 1812, Вена — 9 июля 1865, Вена) — австрийский живописец исторического и портретного жанров, педагог. Сын гравёра Карла Генриха Раля.

## Биография
Карл Раль был сыном гравёра Карла Генриха Раля. Учился в венской Академии изобразительных искусств, где за необузданность фантазии и склонность к эксцентричности в искусстве был прозван «диким Тицианом». Получив Римскую премию, когда ему было всего девятнадцать лет, он отправился в путешествие: в Мюнхен, Штутгарт, затем в Венгрию, а в 1836 году — в Италию, где учился живописи у художников венецианской и римской школ и на основе такого соединения сформировал свой стиль. В 1843 году он познакомился в Риме с голштинцем Чарльзом Россом, который рекомендовал своему будущему тестю, гамбургскому торговцу и коллекционеру произведений искусства Августу Абендроту, заказать Карлу Ралю несколько портретов.
Затем Раль работал В Париже, где посещал Генриха Гейне, общался с русским анархистом Михаилом Бакуниным и революционным лидером Георгом Гервегом. Потом снова был в Риме. В конце 1847 года его вызвали в Копенгаген, где он написал последний портрет короля Кристиана VIII, умершего через несколько дней после завершения картины. После короткой поездки в Швецию и Норвегию Раль поселился в Мюнхене.
В 1850 году Карл Раль получил место профессора венской Академии, но вскоре по политическим причинам потерял его и открыл частную школу, из которой вскоре вышло несколько хорошо подготовленных живописцев: Михай Мункачи, Кристиан Грипенкерль, Антон Ромако, Эдуард Биттерлих, Август Эйзенменгер, Густав Гауль и Карой Лотц, Йозеф Матеус Айгнер.
Карл Раль должен быть причислен к тем немногим художникам, которые, работая в традиционном историческом жанре живописи, проявили самостоятельность в отношении художественного стиля. В большинстве его произведений композиция выверена, манера свободна, а колорит отчасти напоминает живопись Рубенса и Тициана. С особенным блеском талант Раля обнаруживался в его монументальных работах, каковы: стенная роспись парадного зала Ольденбургского дворца (1860), двенадцать больших фигур, олицетворяющих собой мирные и культурные искусства, в Генрихсгофе в Вене (1861), фрески восьми залов в венском дворце Тодеско (сцены из мифа о Парисе, 1862), аллегорические сюжеты в венском Военно-историческом музее, картоны для росписей в новом оперном театре, также в Вене (выполненными уже после смерти художника его учениками). Из станковых картин Раля, которые он писал преимущественно в первую пору своей деятельности, наиболее примечательны: «Обнаружение тела Манфреда, павшего в битве при Беневенто» (1836), «Христиане, преследуемые в римских катакомбах» (1844; в Гамбургском музее; повторение картины в малом размере — в Берлинской национальной галерее) и «Вступление Манфреда в Луцерию» (1846).
Карл Раль скончался в родном городе Вене 9 июля 1865 года. Похоронен в почётной могиле на центральном кладбище Вены (группа 32 А, № 7). В 1866 году его именем была названа Ральгассе в Вене-Мариахильфе (6-й округ), а в 1870 году — соседний Ральштиге.

## Галерея
- Королева Греции Амалия Ольденбургская. Деталь. 1860. Холст, масло. Новая резиденция, Бамберг
- Портрет молодой вдовы. 1849. Холст, масло. Частное собрание
- Геркулес и Омфала. Частное собрание
- Детский праздник. Холст, масло. Частное собрание
- Орест, преследуемый фуриями. Ок. 1852. Холст, масло. Августеум, Ольденбург
- Прощание с Еленой. 1863. Холст, масло. Музей фюрера в Линце (архивная фотография) — фонд Германского исторического музея
- Жертвоприношение (Артемида освобождает Ифигению). Холст, масло. Музей фюрера в Линце (архивная фотография) — фонд Германского исторического музея